# Кулиери
Ку̀лиери (на италиански: Cuglieri; на сардински: Cùllieri) е малко градче и община в Южна Италия, провинция Ористано, автономен регион и остров Сардиния. Разположено е на 479 m надморска височина. Населението на общината е 2763 души (към 2010 г.).